# Половинкина, Валентина Михайловна
Валентина Михайловна Половинкина (7 мая 1930 — 1997) — передовик советского сельского хозяйства, доярка совхоза «Марьино» Рыльского района Курской области, Герой Социалистического Труда (1957).

## Биография
Родилась в 1930 году в Макеевке, Луганской области в шахтёрской русской семье. Завершила обучение в начальной школе. Отец трагически погиб на шахте, когда Валентине было 9 лет. В начале Великой Отечественной войны вместе с матерью скиталась по деревням и сёлам. Осели в Курской области в селе Марьино.
В 1943 году, после освобождения села от немцев, трудоустроилась вместе с матерью на ферму в совхозе Марьино. Работала телятницей. Со временем стала пасти телят. В 15 лет стала опытным животноводом.
Когда совхоз стал набирать группу первотёлок, понадобились доярки. Валентина Михайловна перешла работать дояркой. В 1954 году опередила всех своих коллег по совхозу. В 1955 году надой на каждую корову достиг 6650 килограммов молока. Была участницей выставок достижений народного хозяйства.
Указом Президиума Верховного Совета СССР от 7 декабря 1957 года за получение высоких показателей в сельском хозяйстве и рекордные надои молока Валентине Михайловне Половинкиной было присвоено звание Героя Социалистического Труда с вручением ордена Ленина и медали «Серп и Молот».
Продолжала трудиться в совхозе. С 1959 года член КПСС.
В 1973 году по программе переселения уехала вместе с мужем на Дальний Восток. Разместились в селе Черняево Тыгдинского района Амурской области. До выхода на заслуженный отдых, в 1985 году, работала дояркой в совхозе «Черняевский».
Проживала в селе Черняево. Умерла в 1997 году. Похоронена на сельском кладбище.

## Награды
За трудовые успехи была удостоена:
- золотая звезда «Серп и Молот» (08.04.1971)
- орден Ленина (22.03.1966, 08.04.1971)
- другие медали.
- Почётный гражданин муниципального образования «Богдановичский район» (28.06.2001).